# 杉本エマ
杉本 エマ（すぎもと エマ、1950年6月17日- ）は日本のモデル、女優、歌手、作詞家。本名：松高恵久。大阪府大阪市出身。身長174cm（1975年7月）。身長171cm。B88cm、W57cm、H88cm（1969年9月）。スタイリスト・モデルクラブ所属。

## 経歴
アメリカ、西ドイツ、日本のハーフ。日本語は勿論、英語も喋れる。小山ルミ、ゴールデン・ハーフらと、大橋巨泉が司会を務めたフジテレビの音楽番組『ビートポップス』のゴーゴーガールを経て、雑誌モデル等を務める。14歳で『11PM』（日本テレビ/読売テレビ）の初代カバーガールを務めたとされる。1968年2月3日から放送された大橋巨泉司会のTBS系バラエティ番組『お笑い頭の体操』で初代アシスタントを務めた。1969年9月、パピリオ化粧品の新商品「オード・ブランシェ、パスタ・ブランシェ」のテーマ「オーロラ・ホワイト」キャンペーンのモデルに起用され、セミヌードを披露。当時は化粧品のCMに女性の裸体を使うのは相当な冒険といわれたが、「顔だけの美しさを強調する時代は過ぎた・これからは全身を美しく」という同社の考えから、全身の美しい杉本が起用された。ポスターはすぐに盗まれた。
1967年から1970年の間に多くの映画にも出演。渡哲也主演の日活ニューアクション『前科 仮釈放』ではクールに熱演した。
1971年、中村正也の写真集『EMA NUDE IN AFRICA』等でヌードを披露。
歌手としては日本コロムビアから「青い薔薇のトゲ」1枚と、エレックレコードから3枚のシングルと1枚のアルバムをリリースしている。エマ名義で出したシングル「エマニエル夫人」は、フランス映画『エマニエル夫人』の日本語カバーで、日本語詞も杉本によるもの。アルバムの12曲中、9曲で作詞も手掛けた。
2016年10月29日に京都で行われたイベントに出席した。

## 出演

### 映画
- ザ・タイガース ハーイ!ロンドン（1968年7月12日公開、東宝） - 魔女マジョリー[9]
- ザ・スパイダースのバリ島珍道中（1968年8月28日公開、日活） - リンダ[9]
- 喜劇 競馬必勝法 一発勝負（1968年9月6日公開、東映） - ジュン安達
- 夜の牝 年上の女（1969年4月16日公開、日活） - シルピイ
- 野蛮人のネクタイ（1969年5月1日公開、日活） - レイ子
- 前科 仮釈放（1969年5月14日公開、日活） - ゆかり[7]
- 七つの顔の女（1969年6月21日公開、松竹） - 杉山エミ
- 喜劇 逆転旅行（1969年8月9日公開、松竹） - 若い女
- コント55号 宇宙大冒険（1969年12月20日公開、東宝） - クレオパトラ
- 花札賭博 猪の鹿三番勝負（1970年2月11日、東映） - 片山ルミ

### テレビドラマ
- 犬と麻ちゃん（1969年、NET） - 第15話「偽の血統書」丹野ユカリ

### バラエティ
- お笑い頭の体操（1968年～、TBS） - アシスタント
- 歌謡スタジオ大作戦（1972年～、フジ） - 解答者

### CM・広告
- パピリオ化粧品
  - 「オード・ブランシェ、パスタ・ブランシェ」（1969年）

## ディスコグラフィ

### シングル
1. アイアイアイ（1970年4月1日、コロムビア）
  - 作詞：水沢亜紀 / 作曲：小林亜星 / 編曲：筒井広志  ※2017年、Solid Records/Hotwaxより再発売[10]

（c/w　青い薔薇のトゲ）[7]
2. 愛の終わりのサンバ（1974年7月10日、エレック、GS–8002） ※「Retalhos de Cetim」のカバー[1]
作詞：杉本エマ / 作曲：BENITO DI PAULA / 編曲：小谷充
（c/w　また戻る時まで）[1]
3. エマニエル夫人 （1974年11月25日、エレック、GS–8003）※エマ名義
作詞：杉本エマ / 作曲：ピエール・バシュレ
（c/w　別離の匂い）[1]
4. 好き（1975年4月25日、エレック、GS-8005） ※エマ名義[11]
作詞：杉本エマ / 作曲：クニ河内 / 編曲：クニ河内
（c/w　おやすみ電話）[1]

### オリジナル・アルバム
1. EMMA IS LOVE エマは愛（1974年10月10日、エレック、GSL-7006） ※エマ名義[7] 2008年、NBCユニバーサル・エンターテイメントジャパンよりCDとして再発売[8]